# یواس‌اس استاکتون (دی‌دی-۷۳)
یواس‌اس استاکتون (دی‌دی-۷۳) (به انگلیسی: USS Stockton (DD-73)) یک کشتی بود که طول آن ۹۶٫۶ متر (۳۱۷ فوت) بود. این کشتی در سال ۱۹۱۷ ساخته شد.